# Réglementation de la Formule 1 2002
Cette page présente les points les plus importants des règlements sportifs et techniques de la saison 2002 de Formule 1.

## Règlement sportif (nouveautés en caractères gras)
- Pause obligatoire de trois semaines au soir du GP d'Allemagne (28 juillet). Les écuries doivent rejoindre leur base et ne peuvent pas faire rouler leurs monoplaces jusqu'au début du GP de Hongrie le 18 août.
- L'attribution des points s'effectue selon le barème 10 (1er), 6 (2e), 4 (3e), 3 (4e), 2 (5e), 1 (6e) et tous les résultats comptent.
- Chaque Grand Prix a une distance prévue de 305 km (plus la fin du dernier tour), mais ne doit pas excéder 2 heures en temps. (Exception : GP de Monaco prévu pour 260 km environ).
- Essais libres limités à 30 tours dans la journée : vendredi de 11h00 à 12h00 et de 13h00 à 14h00.
- Essais libres limités à 30 tours au total des deux séances de la matinée : samedi de 09h00 à 09h45 et de 10h15 à 11h00.
- Essais qualificatifs limités à 12 tours : samedi de 13h00 à 14h00.
- Une séance d'essai de roulage en configuration de course (warm-up) est organisée le dimanche matin, de 09h30 à 10h00.
- Un second warm-up d'un quart d'heure peut être organisé si les conditions météorologiques prévues pour la course changent drastiquement par rapport aux conditions rencontrées lors du premier warm-up.
- Tout pilote dont le temps de qualification dépasse de 7 % le temps de la pole position ne sera pas autorisé à prendre le départ (sauf sur décision des commissaires sportifs prise en raison de conditions exceptionnelles ayant empêché le concurrent de défendre ses chances).
- En cas de problème sur sa monoplace de course, un pilote a le droit d'utiliser un « mulet » lors des essais qualificatifs.
- La vitesse dans les stands est limité à 60 km/h lors des essais et 80 km/h en course, sauf au GP de Monaco, 60 km/h en permanence.
- Deux qualités de gommes "sec" et trois qualités de "pluie" sont disponibles à chaque GP.
- Quota de pneus alloué par week-end : 40 pneus "sec", 28 "pluie".
- Chaque pilote doit choisir avant le début des qualifications la qualité des pneus qu'il utilisera à la fois en qualification puis en course.
- Plus de limitation des essais privés entre le premier et le dernier GP de la saison, ils sont par contre interdits le lundi suivant un GP sur un circuit où a eu lieu un GP.
- Si un pilote écope d'un stop-and-go de 10 secondes dans les 5 derniers tours de course, il n'a plus à effectuer la peine qui sera convertie en une pénalité de 25 secondes venant s'ajouter à son temps de course total.

## Règlement technique (nouveautés en caractères gras)
- Moteur atmosphérique 4 temps, architecture V10 de 3 000 cm³ de cylindrée.
- Moteur suralimenté interdit.
- Pistons de section circulaire obligatoires.
- 5 soupapes par cylindre au maximum.

- Boîte de vitesses de 4 à 7 rapports obligatoire.
- Marche arrière obligatoire.
- Système de changement semi-automatique autorisé.
- Transmission aux roues arrière exclusivement.
- Autorisation des systèmes d'antipatinage.
- Interdiction des systèmes de contrôle de traction.
- Interdiction des systèmes d'antiblocage des roues.
- Interdiction des systèmes électroniques permettant de déclencher le démarrage de la monoplace au signal du starter.
- Interdiction des systèmes d'assistance de direction.

- Carburant élaboré à partir des composants de base du carburant du commerce (norme Eurosuper).
- Réservoir de carburant souple, increvable avec canalisations auto-obturantes.
- Système obligatoire de trop-plein d'huile dans l'admission d'air.

- Poids minimum de la monoplace, pilote compris : 600 kg.
- Hauteur et largeur minimales intérieures de la coque : 300 mm à la hauteur des roues avant.
- Distance minimale entre le haut du casque du pilote et le haut de l'arceau fixé à 70 mm.
- Rembourrage de 2,5 cm d'épaisseur autour des jambes du pilote.
- Baquet solidaire du pilote avec fixations standardisées.
- Largeur hors-tout de la monoplace : 1,80 m.
- Largeur maximale au niveau de l'aileron avant : 140 cm.
- Largeur maximale au niveau des roues arrière : 100 cm.
- Hauteur de l'aileron arrière : 100 cm maximum.
- Longueur de la voiture en arrière de l'axe des roues arrière : 50 cm.
- Longueur de la voiture en avant de l'axe des roues avant : 120 cm.
- Pas de longueur maximale ou minimale imposée de la monoplace.
- Structure d'absorption de choc arrière renforcée.
- Augmentation de 20 % de la taille des rétroviseurs.
- Augmentation de 50 % de la taille du feu arrière.

- Double circuit de freinage obligatoire.
- Étriers de freins en aluminium à 6 pistons au maximum.
- Épaisseur des disques limitée à 28 mm, diamètre limité à 278 mm.

- Largeur maximale de la roue complète de 380 mm à l'arrière et 255 mm à l'avant.
- Diamètre de la roue complète de 660 mm.
- Rainurage obligatoire des pneus : 4 stries à l'avant comme à l'arrière.
- Stries de 2,5 mm de profondeur, 14 mm de largeur en surface et 10 mm au fond de la gorge.
- Système de retenue des roues par 2 câbles dont la résistance est augmentée de 20 % par rapport à 2001.